# Air Bud – vilken lirare!
Air Bud – vilken lirare! är en amerikansk komedi från 1997.

## Handling
Josh och hans familj flyttar till en ny stad och Josh känner sig ensam, efter att hans pappa omkom i en flygolycka. En dag när han står och tränar basket för sig själv så kommer det förbi en bortsprungen hund, Buddy. Inte nog med att Josh och Buddy blir goda vänner – Buddy visar sig också vara riktigt duktig på basket.

## Om filmen
Filmen blev en stor succé och det kom ut flera uppföljare.

## Rollista (i urval)
- Michael Jeter – Norman F. Snively
- Kevin Zegers – Josh Framm
- Wendy Makkena – mrs Jackie Framm
- Bill Cobbs – tränare Arthur Chaney
- Brendan Fletcher – Larry Willingham